# Ансельмо ди Лукка
Ансельмо ди Лукка (Anselmo Da Baggio, Anselmo II di Lucca, его фамилию также пишут как Badagio) — племянник папы Александра II, католический церковный деятель XI века.
Возведён в ранг кардинала-священника на консистории 1062 года, в этом же году стал епископом Лукки (под именем Ансельмо II). В 1067 году принял участие в соборе в Мантуе.
Не был формально канонизирован, однако наличествует в Roman Martyrology, его день памяти — 18 марта.